# 1967 год в истории метрополитена
В этой статье перечисляются основные  события из истории метрополитенов в 1967 году. Полужирным шрифтом выделены открытия новых транспортных систем.

## События
- 30 апреля — введён в строй второй наклонный ход и наземный вестибюль станции «Невский проспект» Ленинградского метрополитена с выходом на канал Грибоедова.
- 3 ноября — открыта первая очередь Невско-Василеостровской линии Ленинградского метрополитена со станциями: «Василеостровская», «Гостиный двор», «Маяковская», «Площадь Александра Невского». В городе на Неве теперь 23 постоянных станции.
- 6 ноября — открыты три станции Тбилисского метрополитена: «Ленинис моедани» (ныне «Тависуплебис моедани»), «26 Комисари» (ныне «Авлабари»), «300 Арагвели». Теперь в столице Грузинской ССР — 9 станций.
- 6 ноября — открыта первая очередь 5-го в СССР метрополитена в городе Баку с пятью станциями: «Нариман Нариманов», «Гянджлик», «28 Апрель» (ныне «28 Май»), «26 Бакинских комиссаров» (ныне «Сахил»), «Бакы Совети» (ныне «Ичери Шехер»).